# Martherenges

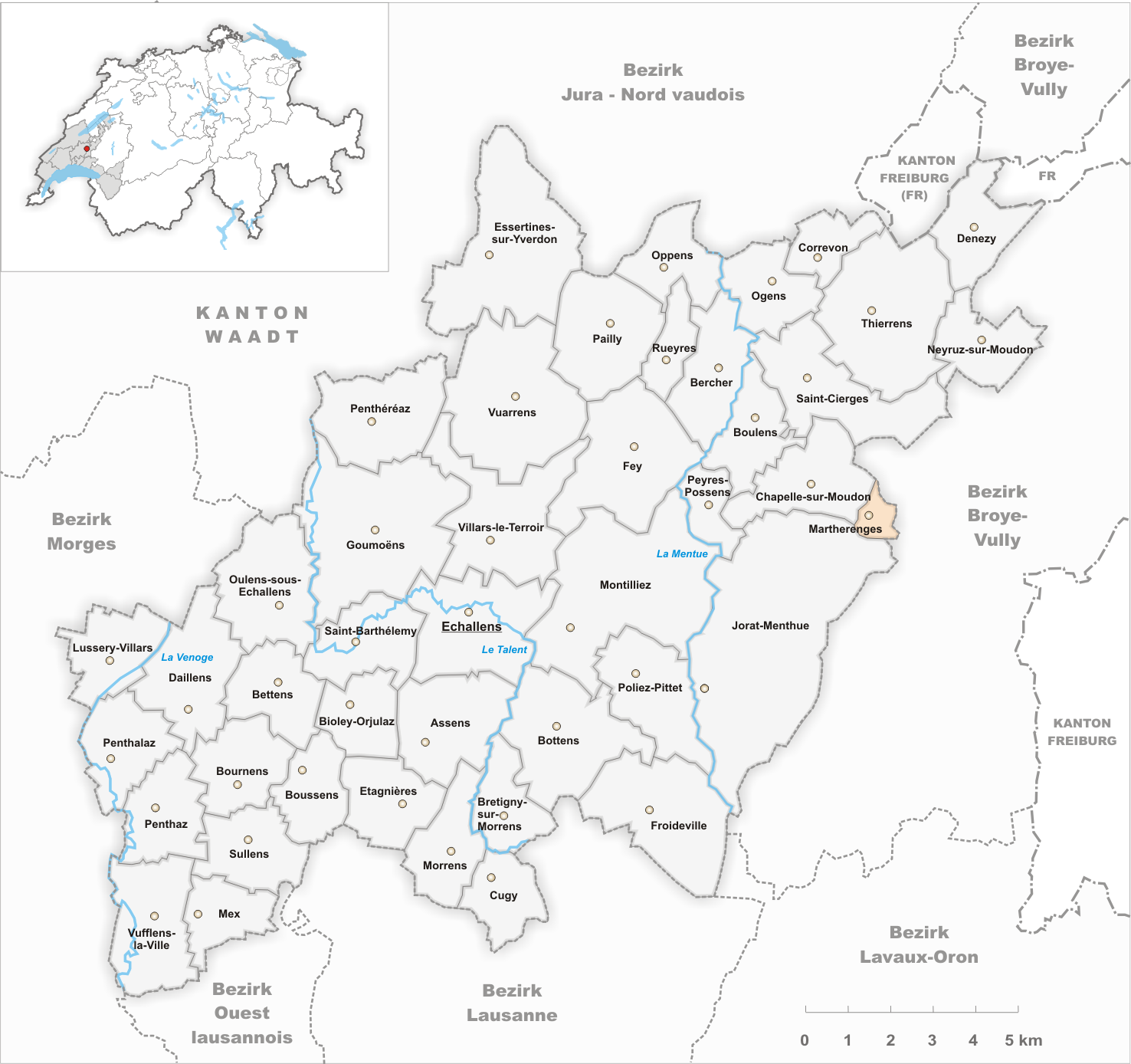
Gemeindestand vor der Fusion am 31. Dezember 2012

Martherenges war bis am 31. Dezember 2012 eine politische Gemeinde im Distrikt Gros-de-Vaud des Kantons Waadt in der Schweiz.
Am 1. Januar 2013 fusionierte sie mit den Gemeinden Chanéaz, Chapelle-sur-Moudon, Correvon, Denezy, Neyruz-sur-Moudon, Peyres-Possens, Saint-Cierges und Thierrens zur neuen Gemeinde Montanaire.

## Geographie
Martherenges liegt auf 767 m ü. M., 18 Kilometer nordöstlich der Kantonshauptstadt Lausanne (Luftlinie). Das kleine Bauerndorf erstreckt sich am Rand einer Hochfläche nördlich des Jorat, zwischen den Taleinschnitten der Mentue im Westen und der Mérine im Osten, im Molassehügelland des nördlichen Waadtländer Mittellandes.
Die Fläche des nur gerade 0,8 km² grossen ehemaligen Gemeindegebiets umfasst einen kleinen Abschnitt des Hochplateaus zwischen der Mentue und dem mittleren Broyetal. Im Süden verläuft die Grenze entlang des Baches Tenette, der tief in das Plateau eingeschnitten ist und südöstlich von Martherenges in die Mérine mündet. Nach Norden erstreckt sich der ehemalige Gemeindeboden bis in das Waldgebiet Bois de Planche Signal und erreicht hier mit 818 m ü. M. den höchsten Punkt von Martherenges. Von der ehemaligen Gemeindefläche entfielen 1997 6 % auf Siedlungen, 36 % auf Wald und Gehölze und 58 % auf Landwirtschaft.
Nachbargemeinden von Martherenges waren Moudon, Sottens und Chapelle-sur-Moudon.

## Bevölkerung
Mit 78 Einwohnern (Stand: 31. Dezember 2012) gehörte Martherenges zu den kleinsten Gemeinden des Kantons Waadt. Von den Bewohnern sind 91,6 % französischsprachig, 5,6 % deutschsprachig und 1,4 % sprechen Niederländisch (Stand 2000). Die Bevölkerungszahl von Martherenges belief sich 1900 auf 83 Einwohner. Danach wurde bis 1980 eine Abnahme auf 53 Einwohner verzeichnet; seither nahm die Bevölkerung jedoch wieder leicht zu.

## Wirtschaft
Martherenges lebt noch heute vorwiegend von der Landwirtschaft, insbesondere vom Ackerbau, dem Obstbau und von der Viehzucht. Ausserhalb des primären Sektors sind keine weiteren Arbeitsplätze vorhanden.

## Verkehr
Die ehemalige Gemeinde liegt abseits der grösseren Durchgangsstrassen an einer Verbindungsstrasse von Moudon nach Chapelle-sur-Moudon. Martherenges besitzt keine Anbindung an das Netz des öffentlichen Verkehrs.

## Geschichte
Das Dorf hiess im Mittelalter villa Martherenga oder curtis Martherenga. Der Ortsname ist vom burgundischen Personennamen Marthar abgeleitet. Martherenges, das sich seit dem 14. Jahrhundert unter der Oberhoheit der Herzöge von Savoyen befand, gehörte zur Herrschaft Chapelle-sur-Moudon. Mit der Eroberung der Waadt durch Bern im Jahr 1536 gelangte das Dorf unter die Verwaltung der Landvogtei Moudon. Nach dem Zusammenbruch des Ancien Régime gehörte Martherenges von 1798 bis 1803 während der Helvetik zum Kanton Léman, der anschliessend mit der Inkraftsetzung der Mediationsverfassung im Kanton Waadt aufging. 1798 wurde es dem Bezirk Moudon zugeteilt. Martherenges besitzt keine eigene Kirche, es ist Teil der Pfarrei Chapelle-sur-Moudon.